# Milagros Marcos
Milagros Marcos Ortega (Palencia, 1965) es una política española del Partido Popular (PP) que ha sido consejera de Familia e Igualdad de Oportunidades (2011-2015), consejera de agricultura y ganadería (2015-2019) y portavoz (2016-2019) de la Junta de Castilla y León. Desde mediados de marzo de 2019 es cabeza de lista al Congreso de los Diputados por el PP en Palencia para las elecciones generales del 28 de abril en España.

## Biografía
Licenciada en Filosofía y Letras por la Universidad de Valladolid, realizó estudios de posgrado en información, biblioteconomía y documentación en la Universidad de Salamanca. Forma parte del cuerpo facultativo superior de la Junta de Castilla y León.
Estuvo al frente de la Consejería de Familia e Igualdad de Oportunidades (2011-2015) y de la Consejería de Agricultura y Ganadería (2015-2019) de la Junta de Castilla y León. Además, ha sido la Portavoz de gobierno regional entre 2016 y 2019. Desde mediados de marzo de 2019 es cabeza de lista al Congreso de los Diputados por el PP en Palencia para las elecciones generales del 28 de abril en España.